# Glacier Ryder
Pour les articles homonymes, voir Ryder.
Le glacier Ryder (en danois Ryder Gletscher) est l'un des principaux glaciers du nord du Groenland. 

## Toponymie
Le glacier est nommé en l'honneur de l'explorateur danois Carl Hartwig Ryder.

## Géographie
Le glacier Ryder trouve son origine dans l'inlandsis du Groenland. Il est à peu près orienté nord-sud et a son terminus à la tête du fjord Sherard Osborn entre la terre de Permin et la terre de Wulff. Il mesure 80 km de long sur une largeur de 19 km et constitue une langue flottante dans le fjord,.

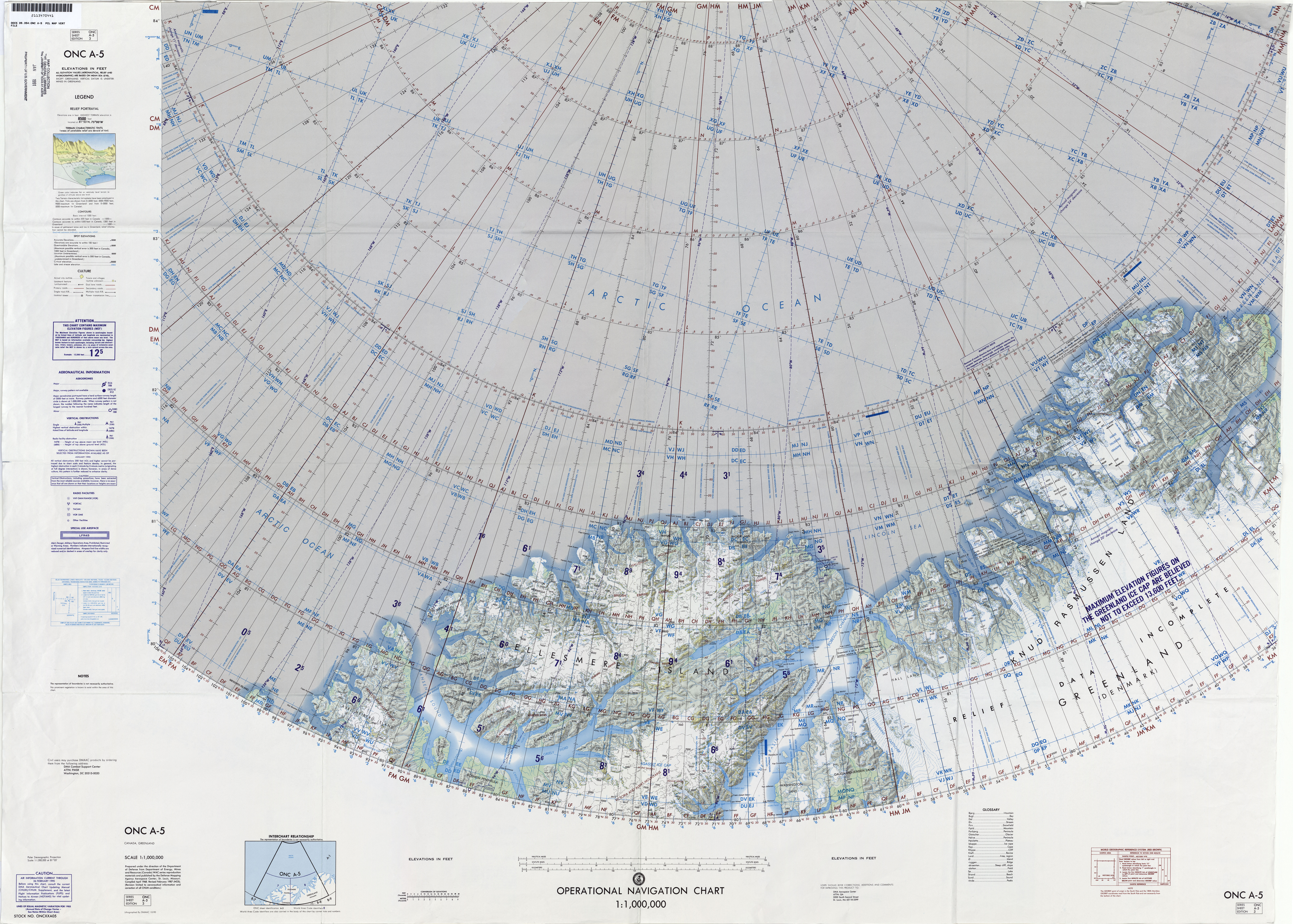
Carte de l'île d'Ellesmere et du nord-est du Groenland.

## Histoire
Ce glacier a été cartographié pour la première fois par Lauge Koch en 1917 lors de la deuxième expédition à Thulé de Knud Rasmussen (1916-1918) au nord du Groenland.